# Макъюэн, Шелби
Шелби Макъюэн (англ. Shelby McEwen; род. 6 апреля 1996, Аббевилл, Миссисипи) — американский прыгун в высоту, серебряный призёр летних Олимпийский игр 2024 года, серебряный призёр чемпионата мира в помещении 2024 года.

## Спортивная карьера
С 2015 по 2017 год Макъюэн учился в общественном колледже Северо-Западного Миссисипи. Являлся членом баскетбольной команды и самостоятельно участвовал в соревнованиях по легкой атлетике.
В 2019 году Шелби прыгнул на 2,31 м в помещении, а затем на 2,30 м на открытом воздухе, заняв второе место на открытом чемпионате США по легкой атлетике 2019 года и пройдя квалификацию на чемпионат мира 2019 года в Дохе. На этом турнире американец не прошел квалификацию в финал.
22 мая 2021 года он прыгнул на 2,33 м на стадионе имени Роя П. Драхмана в Тусоне, штат Аризона, что являлось квалификационным стандартом для летних Олимпийских игр 2020 года. На летних Олимпийских играх 2020 года в Токио он финишировал двенадцатым с прыжком на 2,27 метра.
Весной 2024 года на чемпионате мира в помещениях в Глазго завоевал серебряную медаль, с результатом 2,28 метра.
10 августа 2024 стал серебряным призёром летних Олимпийских игр по прыжкам в высоту в Париже. Американец показал одинаковый результат (2,36 м) с новозеландцем Хэмишом Керром. В перепрыжке Керр одержал победу, преодолев высоту 2,34 м.